# Shirayuki (train)
Pour les articles homonymes, voir Shirayuki.
Le Shirayuki (しらゆき) est un train express existant au Japon et exploité par les compagnies JR East et Echigo Tokimeki Railway, qui relie la ville de Niigata aux villes de Jōetsu et Myōkō dans le nord-ouest de la région du Chūbu.

## Gares desservies
Le Shirayuki circule principalement de la gare de Niigata à la gare de Jōetsumyōkō en empruntant les lignes Shin'etsu et Myōkō Haneuma. Certains trains sont terminus Arai.
| Niigata       |
| Niitsu        |
| Kamo          |
| Higashi-Sanjō |
| Mitsuke       |
| Nagaoka       |
| Kashiwazaki   |
| Kakizaki      |
| Naoetsu       |
| Kasugayama*   |
| Takada        |
| Jōetsumyōkō   |
| Arai*         |

Les gares marquées d'un astérisque ne sont pas desservies par tous les trains.

## Matériel roulant
Les services Shirayuki sont effectués par des rames séries E653-1100.

## Composition des voitures
- Série E653 :

| N° de voiture | 1       | 2       | 3           | 4           |
| Agencement    | Réservé | Réservé | Non réservé | Non réservé |